# Aegyptobia sohanraensis
Aegyptobia sohanraensis är en spindeldjursart som beskrevs av Hasan och Akbar 2002. Aegyptobia sohanraensis ingår i släktet Aegyptobia och familjen Tenuipalpidae. Inga underarter finns listade i Catalogue of Life.